# Joos Wauters
Joos Wauters (Baasrode, 20 september 1950) is een voormalig Belgisch syndicalist en politicus voor Agalev.

## Levensloop
Joos Wauters was de broer van radiocommentator Jan Wauters. Van opleiding licentiaat in de politieke en sociale wetenschappen, was hij van 1975 tot 1978 adjunct-secretaris Welzijnsdiensten Christelijke Mutualiteit Kortrijk. Hij leidde een grootscheeps onderzoek naar toegankelijkheid van openbare gebouwen in het arrondissement Kortrijk. Leden van Ziekenzorg/CM gingen in elk dorp op stap om  na te gaan welke openbare gebouwen toegankelijk waren en er werd een rapport opgemaakt. Het programma Panorama van de toenmalige BRT besteedde er een item aan.
Van 1978 tot 1995 was Wauters vakbondssecretaris bij LBC-NVK. Hij was voor LBC-NVK lid van de paritaire comités gezondheids- en welzijnsdiensten. Hij startte het verzet in de gezondheids- welzijnsdiensten, onder de benaming  "witte Woede".  Hij leidde talloze stakingen en betogingen om de rechten van de werknemers te verdedigen en er werden met de Vlaamse en de Federale overheid  meerjarenakkoorden gesloten. Het laatste akkoord liep tot 1997. Deze akkoorden werden bevestigd in de paritaire comités samen met de werkgevers uit de gezondheis- en welzijnsdiensten.
Van 1995 tot 2003 was hij lid van de Kamer van volksvertegenwoordigers voor het arrondissement Mechelen-Turnhout namens Agalev. Hij was lid van de commissie Sociale Zaken. Van 1999- 2003 was hij voorzitter van de commissie Sociale Zaken. Hij was van 2001 tot 2002 tevens ondervoorzitter van de Kamer en van 2002 tot 2003 was hij er fractieleider voor zijn partij ter vervanging van Jef Tavernier, die minister in de regering-Verhofstadt werd.
Van 2003 tot 2011 was hij directeur van het Centrum voor Volwassenenonderwijs LBC-NVK te Antwerpen. Hij werd ook lid van de Federale Ouderenraad, waar hij de werkgroepen Mobiliteit en Pensioenen volgt.
Hij heeft samen met zijn vrouw een voettocht ondernomen van zijn huis tot Santiago de Compostella. Op zijn blog schreef hij dagelijks impressies over de vier maanden durende tocht langs GR-paden in België, Frankrijk en Spanje. Deze stukjes werden gebundeld in een boek: Zoekend onderweg. Santiago de Compostella. Onze voettocht.
Sinds de gemeenteraadsverkiezingen van oktober 2024 is Wauters gemeenteraadslid van Puurs-Sint-Amands.
- International Standard Name Identifier: 0000 0004 2318 4754
- Nederlandse Thesaurus van Auteursnamen: 363324623
- Virtual International Authority File: 305819304
- WorldCat: E39PBJj8TKwR6gXGQMccjvgMyd